# A Selvagem
A Selvagem é uma telenovela brasileira produzida pela extinta Rede Tupi e exibida entre 4 de janeiro e 27 de fevereiro de 1971. 
Adaptação de Geraldo Vietri e Gian Carlo de uma telenovela de Ivani Ribeiro escrita a partir de um original de Manuel Muñoz Rico, dirigida por Geraldo Vietri e Henrique Martins.
A obra é um remake de Alma Cigana, novela apresentada pela TV Tupi em 1964, com a mesma Ana Rosa no papel principal.
Dos 47 capítulos originariamente exibidos, apenas 2 foram preservados, estando atualmente sob a guarda da Cinemateca Brasileira.

## Sinopse
Relata a história de uma mulher que durante o dia é uma freira e à noite aparece dançando num acampamento cigano. A dúvida que paira durante a novela é se elas são gêmeas, sósias, ou uma mulher com dupla personalidade.

## Elenco
- Ana Rosa - Estela / Esmeralda
- Henrique Martins - Fernando
- Suely Franco - Carlota
- Castro Gonzaga - Don Rafael
- Neri Vitor - Diego
- Jayme Barcellos - Pablo
- Isabel Ribeiro - Madre superiora
- Dirce Migliaccio - Lola
- Chico Martins - Dr. Vilares
- Silvana Lopes - Irmã Tereza
- Carlos Koppa
- Felipe Levy
- Osvaldo Ávila
- Judith da Silva Brito